# Первинна структура

Первинна структура білка — послідовність амінокислот.

Первинна структура в біохімії — структура біологічної макромолекули із точним вказанням усіх атомів та хімічних зв'язків, що їх з'єднують (включаючи стереохімію). Для типової нерозгалуженої біополімерної молекули без перехресних зв'язків (наприклад, ДНК, РНК або типового внутрішньоклітинного білка), первинна структура еквівалентна послідовності її мономерних субодиниць, тобто нуклеотидна або амінокислотна послідовність. 
Термін «первинна структура» був запропонований Каєм Ліндерстрем-Лангом в 1951 році в його серії лекцій (Lane Medical Lectures)[джерело?].
Послідовність амінокислотних залишків білків прийнято записувати в напрямку від N- до C-кінця, тоді як послідовність нуклеїнових кислот (ДНК чи РНК) записують у напрямку 5' → 3'.
Приклад амінокислотної послідовності інсуліну людини: 
```
MALWMRLLPLLALLALWGPDPAAAFVNQHLCGSHLVEALYLVCGERGFFYTPKTRREAEDLQVGQVELGGGPGAGSLQPLALEGSLQKRGIVEQCCTSICSLYQLENYCN
```

Де першим є N-кінцевий метіонін, останнім - C-кінцевий аспарагін.